# Baronnies d'Angleterre
Les baronnies d'Angleterre ont été créées par le roi Jacques Ier d'Angleterre, l'ordre héréditaire des baronnets en Angleterre le 22 mai 1611. Le baronnage d'Angleterre regroupe tous les baronnets créés dans le Royaume d'Angleterre avant l'acte d'Union de 1707. Cette année-là, le Baronnage d'Angleterre et le baronnage de Nouvelle-Écosse ont été remplacés par le baronnage de Grande-Bretagne. Pour être reconnu en tant que baronnet, il est nécessaire de prouver une demande de succession. Lorsque cela est fait, le nom est inscrit sur le tableau officiel. Cela a été ordonné par ordre royal en février 1910. Ceux qui ne l'ont pas prouvé sont indiqués ci-dessous comme non prouvés, en cours de révision ou en sommeil. Un baronnet est considéré comme étant en sommeil si, cinq ans après le décès de l'ancien titulaire, aucun héritier ne s'est manifesté pour le réclamer.

## Baronnies
| Titre                    | Date de création | Titulaire actuel                                      | Résidence historique | Armes |
| ------------------------ | ---------------- | ----------------------------------------------------- | -------------------- | ----- |
| Bacon de Redgrave        | 22 mai 1611      | Sir Nicholas Bacon, 14e Baronnet de Redgrave          | Redgrave Manor       |       |
| Shirley de Staunton      | 22 mai 1611      | Sir Robert Shirley, 20e Baronnet de Staunton          | Ditchingham Hall     |       |
| Pelham of Laughton       | 22 mai 1611      | Sir Thomas Pelham, 15e Baronnet de Laughton           | Stanmer House        |       |
| Hoghton de Hoghton Tower | 22 mai 1611      | Sir Richard de Hoghton, 14e Baronnet de Hoghton Tower | Hoghton Tower        |       |
| Hobart de Intwood        | 22 mai 1611      | Sir John Hobart, 4e Baronnet de Intwood               | Langdown             |       |
| Gerard de Bryn           | 22 mai 1611      | Sir Anthony Gerard, 17e Baronnet de Bryn              | Bryn Hall            |       |
| Shelley de Michaelgrove  | 22 mai 1611      | Sir John Shelley, 11e Baronnet de Michaelgrove        | Little Fulford       |       |